# 李頻
李頻（？—876年），字德新，睦州壽昌縣長汀源（今浙江建德市李家鎮石門堂村）人，唐代政治人物、詩人。

## 生平
自幼穎悟，博學強記，大中八年（854年）甲戌科中進士，咸通五年（864年）任武功县令，曾修复六门堰。咸通十三年（872年），任侍御史。升任都官員外郎。乾符年間上表自薦，請調建州刺史。乾符二年（875年）春正月，任建州刺史。受百姓爱戴。曹松在建州時曾依李频。乾符三年（876年），卒於任上，建州举城致哀，建梨岳庙以祀之。李频能詩，然其一生歷經战乱，作品多散佚。有诗集《梨岳集》。